# Stenoheriades livingstonei
Stenoheriades livingstonei är en biart som först beskrevs av Cockerell 1932.  Stenoheriades livingstonei ingår i släktet Stenoheriades och familjen buksamlarbin. Inga underarter finns listade i Catalogue of Life.